# Strephonota acameda
Strephonota acameda is een vlinder uit de familie van de Lycaenidae. De wetenschappelijke naam van de soort werd als Thecla acameda in 1867 gepubliceerd door William Chapman Hewitson. De soort komt voor in Brazilië en de Guyana's.